# Suzuki TR 750
La Suzuki TR 750 est un modèle de moto de compétition tricylindre en ligne produit par Suzuki au début des années 1970.
La conception de ce modèle a débuté en 1970 sur la base de la Suzuki GT 750 de série (bien que les deux modèles n'aient aucune pièce en commun). La GT750 était surnommée en Angleterre « kettle » en raison de la ressemblance de ses cylindres sans ailettes avec une bouilloire, mais le journaliste de Moto Journal a traduit par erreur kettle par bouillotte au lieu de bouilloire et c’est ainsi que la GT750 a été surnommée « bouillotte » en France, le seul lien entre la GT750 et une bouillotte étant son refroidissement par liquide, novateur pour l'époque.